# Crawfordsville (Oregon)
Crawfordsville az Amerikai Egyesült Államok északnyugati részén, Oregon állam Linn megyéjében, az Oregon Route 228 mentén, a Calapooia folyótól nem messze, Brownsville-től 13 km-re délkeletre elhelyezkedő statisztikai település. A 2010. évi népszámláláskor 332 lakosa volt. Területe 4,97 km², melynek 100%-a szárazföld.

## Történet
A települést Philemon Vawter Crawford és Robert Glass 1860-ban alapította meg a névadó Crawford földjén, kinek nevét a helyiség az 1870-es postanyitáskor vette fel; az első postamester a férfi fia, Jasper V. Crawford lett. Philemon 1814-ben született az Indiana állambeli Madisonban, és az oregoni ösvényen át 1851-ben érkezett ide. Crawford a Sheddben található Boston malom létrehozásában is segédkezett.
1915-ben a háromszáz főt számláló közösségben két fűrésztelep, egy malom, egy általános iskola, egy gimnázium és három templom volt. A XX. század elején itt laktak a Calapooya Lumber Companynél munkát vállaló pakisztáni és indiai szikhek.
A Sweet Home-i Iskolakerület fennhatósága alá tartozó általános iskola (Crawfordsville Elementary School) 1853-as alapítása után 158 évvel, 2011-ben zárt be; az alapfokú oktatásban résztvevő diákok ma a Holley-ban található Holley Elementary Schoolban tanulnak.

## Népesség
A 2010-es népszámláláskor  332 lakója, 131 háztartása és 93 családja volt. A népsűrűség 66,8 fő/km2. A lakóegységek száma 141, sűrűségük 28,4 db/km2. A lakosok 90,7%-a fehér, 1,2%-a afroamerikai, 1,8%-a indián, 0,6%-a ázsiai,  1,5%-a egyéb, 4,2%-a pedig kettő vagy több etnikumú. A spanyol vagy latino származásúak aránya 3,6% (1,8% mexikói, 0,9% Puerto Ricó-i,  0,9% egyéb spanyol vagy latino származású.)
A háztartások 19,8%-ában élt 18 évnél fiatalabb. 55% házas, 9,2% egyedülálló nő, 6,9% egyedülálló férfi, 29% pedig nem család. 19,1% egyedül élt; 9,9%-uk 65 éves vagy idősebb. Egy háztartásban átlagosan 2,53 személy élt; a családok átlagmérete 2,87 fő.
A medián életkor 48,7 év volt. Lakóinak 18,1%-a 18 évesnél fiatalabb, 4,2% 18 és 24 év közötti, 15,9%-uk 25 és 44 év közötti, 40,2%-uk 45 és 64 év közötti, 18,4%-uk pedig 65 éves vagy idősebb. A lakosok 53,9%-a férfi, 46,1%-a pedig nő.

## Fordítás
Ez a szócikk részben vagy egészben  a   Crawfordsville, Oregon című angol Wikipédia-szócikk ezen változatának fordításán alapul.  Az eredeti cikk szerkesztőit annak laptörténete sorolja fel. Ez a jelzés csupán a megfogalmazás eredetét és a szerzői jogokat jelzi, nem szolgál a cikkben szereplő információk forrásmegjelöléseként.